# Viréo de Cassin
Vireo cassinii
Espèce
Statut de conservation UICN

 LC  : Préoccupation mineure
Le Viréo de Cassin (Vireo cassinii) Xantus de Vesey, 1858) est une espèce de passereaux appartenant à la famille des Vireonidae.

## Répartition
Cet oiseau vit au Canada, aux États-Unis, au Mexique et au Guatemala.

Carte de répartition
Aire de nidification
Voie migratoire
Aire d'hivernage